# Nghiêm Tu
Nghiêm Tu (tiếng Trung: 嚴修; Wade–Giles: Yen Hsiu; 12 tháng 4 năm 1860 – 15 tháng 3 năm 1929), tự Phạm Tôn, hiệu Mộng Phù, biệt hiệu Đề Lậu Sinh, là nhà tư tưởng, nhà cải cách và nhà giáo dục theo lối mới vào cuối thời Thanh đầu thời Dân Quốc. Ông hợp tác cùng với Trương Bá Linh sáng lập nên Đại học Nam Khai và hệ thống trường học Nam Khai.

## Tiểu sử
Nghiêm Tu sinh ngày 12 tháng 4 năm 1860 trong một gia đình buôn muối ở Thiên Tân thời Thanh.
Tuy là con nhà thương gia nhưng ông cũng thuộc hàng ngũ thân sĩ. Ông là nhân vật gây tranh cãi với những ý tưởng cải cách khiến ông trở thành kẻ bị ruồng bỏ trên chốn quan trường Bắc Kinh và bị giới thân sĩ đồng nghiệp chỉ trích. Trên cương vị là học chính Quý Châu, ông đã đề xuất đặc khoa kinh tế dựa trên bài luận nhằm thay thế khoa cử truyền thống. Sau sự thất bại từ đề xuất thay đổi khoa cử và biến pháp Mậu Tuất, giới quan chức triều đình thuộc phe chống đối cải cách đã hùa nhau tẩy chay đến mức ông phải từ quan về quê.
Năm 1898, ông rời thủ đô trở lại Thiên Tân vào làm việc cho cơ quan độc quyền buôn bán muối của gia tộc họ Nghiêm ở huyện Tam Hà. Sự giàu có từ việc buôn muối cho phép Nghiêm Tu tiếp tục cuộc sống của mình với tư cách là một nhà giáo dục, thành lập trường học gia đình. Ông thuê Trương Bá Linh giám sát việc tổ chức và chương trình giảng dạy của trường. Trương Bá Linh được đào tạo về kiến thức phương Tây, tốt nghiệp năm 1894 tại Học viện Hải quân Bắc Dương ở Thiên Tân, do Lý Hồng Chương tổ chức.
Bất chấp phong trào Nghĩa Hòa Đoàn đầy bạo lực chống lại ảnh hưởng của nước ngoài ở Trung Quốc, ông vẫn giữ khát vọng cải cách của mình đối với nền giáo dục Trung Quốc, ít lâu sau ông có dịp đến Nhật Bản vào tháng 8 đến tháng 11 năm 1902 để quan sát hệ thống giáo dục của nước này. Trường gia tộc họ Nghiêm cuối cùng đã sáp nhập với trường của một gia đình thương gia khác, sau này dẫn đến sự hình thành Trường Tiểu học Nam Khai và Trường Trung học Nam Khai vào năm 1904 và cuối cùng là Đại học Nam Khai vào năm 1919.
Năm 1905, ông cho ra mắt tờ Công báo Giáo dục Trực Lệ, được xem là công báo giáo dục sớm nhất ở Trung Quốc.
Nghiêm Tu qua đời vào ngày 15 tháng 3 năm 1929 tại Thiên Tân.